# Cumbres de San Bartolomé
Cumbres de San Bartolomé er en by og kommune i det sydvestlige Spanien i provinsen Huelva. Den har et indbyggertal på 364 (2024) indbyggere.